# 2014년 장애인 아시안 게임
2014년 장애인 아시안 게임은 2014년 10월 18일부터 10월 24일까지 대한민국 인천광역시에서 열린 장애인 아시안 게임이다. 표어는 "열정의 물결, 이제 시작이다!"이다.
대한민국은 인천 장애인 아시안 게임에서 금메달 67개, 은메달 54개, 동메달 72개로, 중국(금메달 157개) 다음으로 2위를 차지했다. 일본은 금메달 37개로 3위를, 이란이 금메달 35개로 4위에 순위를 마킹했다. 뮤지컬 감독 박칼린이 개막식과 폐막식 연출을 맡았다.

## 참가국
아시아 패럴림픽 위원회 소속 41개국이 참가했다.
- 아프가니스탄 (12)
- 바레인 (10)
- 브루나이 (11)
- 캄보디아 (3)
- 중국 (234)
- 홍콩 (125)
- 인도 (87)
- 인도네시아 (67)
- 이란 (200)
- 이라크 (66)
- 일본 (298)
- 요르단 (23)
- 카자흐스탄 (78)
- 조선민주주의인민공화국 (9)
- 대한민국 (335) (개최국)
- 쿠웨이트 (28)
- 키르기스스탄 (7)
- 라오스 (3)
- 레바논 (6)
- 마카오 (25)
- 말레이시아 (128)
- 몽골 (61)
- 미얀마 (26)
- 네팔 (14)
- 오만 (12)
- 파키스탄 (11)
- 팔레스타인 (1)
- 필리핀 (40)
- 카타르 (12)
- 사우디아라비아 (14)
- 싱가포르 (52)
- 스리랑카 (51)
- 시리아 (7)
- 중화 타이베이 (73)
- 타지키스탄 (7)
- 태국 (217)
- 동티모르 (6)
- 투르크메니스탄 (6)
- 아랍에미리트 (61)
- 우즈베키스탄 (26)
- 베트남 (45)

## 종목
- 패럴림픽 종목(19): 양궁, 육상, 보치아, 사이클, 5인제 축구(시각 장애), 7인제 축구(뇌성마비), 골볼, 유도, 역도, 조정, 요트, 사격, 수영, 탁구, 배구, 휠체어 농구, 휠체어 펜싱, 휠체어 럭비, 휠체어 테니스
- 비패럴림픽 종목(4): 배드민턴, 론볼, 볼링, 휠체어 댄스 스포츠

## 메달 집계
| 순위 | 국가                   | 금메달 | 은메달 | 동메달 | 합계 |
| ---- | ---------------------- | ------ | ------ | ------ | ---- |
| 1    | 중국                   | 174    | 95     | 48     | 317  |
| 2    | 대한민국               | 72     | 62     | 77     | 211  |
| 3    | 일본                   | 38     | 49     | 56     | 143  |
| 4    | 이란                   | 37     | 52     | 31     | 120  |
| 5    | 우즈베키스탄           | 22     | 5      | 4      | 31   |
| 6    | 태국                   | 21     | 39     | 47     | 107  |
| 7    | 말레이시아             | 15     | 20     | 27     | 62   |
| 8    | 홍콩                   | 10     | 15     | 19     | 44   |
| 9    | 인도네시아             | 9      | 11     | 18     | 38   |
| 10   | 베트남                 | 9      | 7      | 13     | 29   |
| 11   | 카자흐스탄             | 7      | 6      | 11     | 24   |
| 12   | 이라크                 | 6      | 6      | 19     | 31   |
| 13   | 아랍에미리트           | 4      | 12     | 9      | 25   |
| 14   | 중화 타이베이          | 4      | 10     | 24     | 38   |
| 15   | 인도                   | 3      | 14     | 16     | 33   |
| 16   | 카타르                 | 3      | 0      | 2      | 5    |
| 17   | 몽골                   | 2      | 1      | 8      | 11   |
| 18   | 사우디아라비아         | 2      | 1      | 1      | 4    |
| 19   | 스리랑카               | 1      | 6      | 7      | 14   |
| 20   | 요르단                 | 1      | 4      | 4      | 9    |
| 21   | 시리아                 | 1      | 2      | 2      | 5    |
| 22   | 미얀마                 | 1      | 1      | 5      | 7    |
| 23   | 싱가포르               | 1      | 1      | 4      | 6    |
| 24   | 필리핀                 | 0      | 5      | 5      | 10   |
| 25   | 쿠웨이트               | 0      | 4      | 2      | 6    |
| 26   | 투르크메니스탄         | 0      | 2      | 1      | 3    |
| 27   | 레바논                 | 0      | 2      | 0      | 2    |
| 28   | 바레인                 | 0      | 1      | 2      | 3    |
| 29   | 브루나이               | 0      | 0      | 2      | 2    |
| 29   | 마카오                 | 0      | 0      | 2      | 2    |
| 29   | 조선민주주의인민공화국 | 0      | 0      | 2      | 2    |
| 32   | 파키스탄               | 0      | 0      | 1      | 1    |
| 합계 | 합계                   | 443    | 433    | 469    | 1345 |

## 같이 보기
- 2014년 아시안 게임